# Afonso Maria Ungarelli
Afonso Maria Ungarelli MSC (* 2. Mai 1897 in Marrara, Ferrara, Emilia-Romagna; † 23. Mai 1988) war ein italienischer, römisch-katholischer Ordensgeistlicher und Prälat von Pinheiro.

## Leben
Afonso Maria Ungarelli trat der Ordensgemeinschaft der Herz-Jesu-Missionare bei und empfing am 22. Dezember 1928 das Sakrament der Priesterweihe.
Papst Pius XII. ernannte ihn am 13. November 1948 zum Titularbischof von Azura und zum Prälaten der Territorialprälatur Pinheiro. Die Bischofsweihe spendete ihm der Erzbischof von São Paulo, Carlos Carmelo Kardinal de Vasconcelos Motta, am 27. März des folgenden Jahres; Mitkonsekratoren waren Antônio Maria Alves de Siqueira, Weihbischof in São Paulo, und Idílio José Soares, Bischof von Santos.
Er nahm an allen vier Sitzungsperioden des Zweiten Vatikanischen Konzils als Konzilsvater teil.
Papst Paul VI. nahm am 1. März 1975 seinen altersbedingten Rücktritt an.